# Fußball-Europameisterschaft der Frauen 2001/Gruppe A
| Pl. | Land        | Sp. | S | U | N | Tore    | Diff. | Punkte |
| --- | ----------- | --- | - | - | - | ------- | ----- | ------ |
| 1.  | Deutschland | 3   | 3 | 0 | 0 | 011:100 | +10   | 09     |
| 2.  | Schweden    | 3   | 2 | 0 | 1 | 006:300 | +3    | 06     |
| 3.  | Russland    | 3   | 0 | 1 | 2 | 001:700 | −6    | 01     |
| 4.  | England     | 3   | 0 | 1 | 2 | 001:800 | −7    | 01     |

Resultate der Gruppe A bei der Fußball-Europameisterschaft der Frauen 2001:

## Deutschland – Schweden 3:1 (1:1)
| Deutschland                                     | Deutschland | Schweden | Schweden |
| ----------------------------------------------- | --- | --- | -------- |
| Deutschland                                     | \| 1. Spieltag \| \| 23. Juni 2001 in Erfurt (Steigerwaldstadion) \| \| Zuschauer: 10.252 \| \| Schiedsrichterin: Katriina Elovirta ( Finnland) \| | \| 1. Spieltag \| \| 23. Juni 2001 in Erfurt (Steigerwaldstadion) \| \| Zuschauer: 10.252 \| \| Schiedsrichterin: Katriina Elovirta ( Finnland) \| | Schweden |
| Deutschland                                     | Silke Rottenberg – Kerstin Stegemann, Steffi Jones, Doris Fitschen , Sandra Minnert – Pia Wunderlich (68. Ariane Hingst), Bettina Wiegmann, Renate Lingor, Birgit Prinz (86. Martina Müller) – Maren Meinert, Claudia Müller (68. Sandra Smisek) Cheftrainerin: Tina Theune-Meyer | Caroline Jönsson – Hanna Marklund, Karolina Westberg, Jane Törnqvist, Sara Larsson – Tina Nordlund, Malin Moström, Malin Andersson , Linda Fagerström (74. Victoria Svensson) – Hanna Ljungberg, Elin Flyborg (69. Therese Sjögran) Cheftrainerin: Marika Domanski Lyfors | Schweden |
| Deutschland                                     | 1:1 Claudia Müller (44.) 2:1 Claudia Müller (65.) 3:1 Maren Meinert (78.) | 0:1 Hanna Ljungberg (14.) | Schweden |
| Deutschland                                     | Maren Meinert, Kerstin Stegemann | | Schweden |
| 1. Spieltag                                     | | |          |
| 23. Juni 2001 in Erfurt (Steigerwaldstadion)    | | |          |
| Zuschauer: 10.252                               | | |          |
| Schiedsrichterin: Katriina Elovirta ( Finnland) | | |          |

## Russland – England 1:1 (0:1)
| Russland                                       | Russland | England | England |
| ---------------------------------------------- | --- | --- | ------- |
| Russland                                       | \| 1. Spieltag \| \| 24. Juni 2001 in Ernst-Abbe-Sportfeld (Jena) \| \| Zuschauer: 1.253 \| \| Schiedsrichter: Rita Ruiz-Tacoronte ( Spanien) \| | \| 1. Spieltag \| \| 24. Juni 2001 in Ernst-Abbe-Sportfeld (Jena) \| \| Zuschauer: 1.253 \| \| Schiedsrichter: Rita Ruiz-Tacoronte ( Spanien) \| | England |
| Russland                                       | Swetlana Petko – Jelena Schicharewa, Marina Burakowa, Tatjana Jegorowa, Natalja Karassjowa – Galina Komarowa, Jelena Fomina, Irina Grigorjewa (63. Tatjana Skotnikowa), Alexandra Swetlizkaja (85. Oxana Schmatschkowa) – Olga Letjuschowa (57. Olga Kremlewa), Natalja Barbaschina Cheftrainer: Juri Bystrizki | Pauline Cope – Danielle Murphy, Maureen Marley , Katie Chapman, Rachel Unitt (70. Julie Fletcher) – Karen Burke, Tara Proctor, Becky Easton (83. Samantha Britton), Sue Smith – Angela Banks (62. Kelly Smith), Marieanne Spacey Cheftrainerin: Hope Powell | England |
| Russland                                       | 1:1 Alexandra Swetlizkaja (62.) | 0:1 Angela Banks (45.) | England |
| Russland                                       | Natalja Karassjowa | | England |
| 1. Spieltag                                    | | |         |
| 24. Juni 2001 in Ernst-Abbe-Sportfeld (Jena)   | | |         |
| Zuschauer: 1.253                               | | |         |
| Schiedsrichter: Rita Ruiz-Tacoronte ( Spanien) | | |         |

## Deutschland – Russland 5:0 (1:0)
| Deutschland                                  | Deutschland | Russland | Russland |
| -------------------------------------------- | --- | --- | -------- |
| Deutschland                                  | \| 2. Spieltag \| \| 27. Juni 2001 in Erfurt (Steigerwaldstadion) \| \| Zuschauer: 6.249 \| \| Schiedsrichterin: Bente Skogvang ( Norwegen) \| | \| 2. Spieltag \| \| 27. Juni 2001 in Erfurt (Steigerwaldstadion) \| \| Zuschauer: 6.249 \| \| Schiedsrichterin: Bente Skogvang ( Norwegen) \| | Russland |
| Deutschland                                  | Silke Rottenberg – Kerstin Stegemann (61. Ariane Hingst), Steffi Jones, Doris Fitschen , Sandra Minnert – Sandra Smisek, Bettina Wiegmann, Renate Lingor (78. Navina Omilade), Birgit Prinz – Maren Meinert, Claudia Müller (61. Pia Wunderlich) Cheftrainerin: Tina Theune-Meyer | Swetlana Petko – Olga Karassjowa, Marina Burakowa, Natalja Filippowa, Natalja Karassjowa (46. Jelena Schicharewa) – Galina Komarowa, Tatjana Jegorowa (71. Tatjana Skotnikowa), Alexandra Swetlizkaja, Jelena Fomina – Irina Grigorjewa , Olga Kremlewa (46. Natalja Barbaschina) Cheftrainer: Juri Bystrizki | Russland |
| Deutschland                                  | 1:0 Bettina Wiegmann (43.) 2:0 Birgit Prinz (50.) 3:0 Maren Meinert (69.) 4:0 Sandra Smisek (73.) 5:0 Sandra Smisek (89.) | | Russland |
| Deutschland                                  | Olga Karassjowa, Irina Grigorjewa | | Russland |
| 2. Spieltag                                  | | |          |
| 27. Juni 2001 in Erfurt (Steigerwaldstadion) | | |          |
| Zuschauer: 6.249                             | | |          |
| Schiedsrichterin: Bente Skogvang ( Norwegen) | | |          |

## Schweden – England 4:0 (2:0)
| Schweden                                     | Schweden | England | England |
| -------------------------------------------- | --- | --- | ------- |
| Schweden                                     | \| 2. Spieltag \| \| 27. Juni 2001 in Jena (Ernst-Abbe-Sportfeld) \| \| Zuschauer: 1.000 \| \| Schiedsrichter: Claudine Brohet ( Belgien) \| | \| 2. Spieltag \| \| 27. Juni 2001 in Jena (Ernst-Abbe-Sportfeld) \| \| Zuschauer: 1.000 \| \| Schiedsrichter: Claudine Brohet ( Belgien) \| | England |
| Schweden                                     | Caroline Jönsson – Hanna Marklund, Karolina Westberg, Jane Törnqvist, Sofia Eriksson – Tina Nordlund, Malin Moström , Malin Andersson (79. Linda Fagerström), Kristin Bengtsson (71. Therese Sjögran) – Hanna Ljungberg, Elin Flyborg (53. Victoria Svensson) Cheftrainerin: Marika Domanski Lyfors | Pauline Cope – Danielle Murphy, Maureen Marley , Katie Chapman, Rachel Unitt – Karen Burke, Rebecca Easton (52. Kelly Smith), Samantha Britton, Tara Proctor (66. Marieanne Spacey), Sue Smith (46. Rachel Yankey) – Angela Banks Cheftrainerin: Hope Powell | England |
| Schweden                                     | 1:0 Jane Törnqvist (2.) 2:0 Kristin Bengtsson (27.) 3:0 Hanna Ljungberg (74.) 4:0 Sofia Eriksson (82.) | | England |
| Schweden                                     | Kelly Smith, Marieanne Spacey | | England |
| 2. Spieltag                                  | | |         |
| 27. Juni 2001 in Jena (Ernst-Abbe-Sportfeld) | | |         |
| Zuschauer: 1.000                             | | |         |
| Schiedsrichter: Claudine Brohet ( Belgien)   | | |         |

## England – Deutschland 0:3 (0:0)
| England                                      | England | Deutschland | Deutschland |
| -------------------------------------------- | --- | --- | ----------- |
| England                                      | \| 3. Spieltag \| \| 30. Juni 2001 in Jena (Ernst-Abbe-Sportfeld) \| \| Zuschauer: 11.312 \| \| Schiedsrichterin: Bente Skogvang ( Norwegen) \| | \| 3. Spieltag \| \| 30. Juni 2001 in Jena (Ernst-Abbe-Sportfeld) \| \| Zuschauer: 11.312 \| \| Schiedsrichterin: Bente Skogvang ( Norwegen) \| | Deutschland |
| England                                      | Pauline Cope – Faye White, Katie Chapman, Rachel Unitt (65. Julie Fletcher) – Danielle Murphy, Samantha Britton (75. Vicky Exley), Tara Proctor , Karen Burke, Sue Smith – Kelly Smith (90. Angela Banks), Karen Walker Cheftrainerin: Hope Powell | Silke Rottenberg – Ariane Hingst, Steffi Jones, Doris Fitschen , Sandra Minnert – Pia Wunderlich (76. Linda Bresonik), Bettina Wiegmann, Renate Lingor, Birgit Prinz – Sandra Smisek (46. Petra Wimbersky), Claudia Müller (46. Martina Müller) Cheftrainerin: Tina Theune-Meyer | Deutschland |
| England                                      | 0:1 Petra Wimbersky (57.) 0:2 Bettina Wiegmann (65.) 0:3 Renate Lingor (67.) | | Deutschland |
| England                                      | Petra Wimbersky, Bettina Wiegmann | | Deutschland |
| England                                      | Kelly Smith scheitert mit Foulelfmeter an Rottenberg (89.) | | Deutschland |
| 3. Spieltag                                  | | |             |
| 30. Juni 2001 in Jena (Ernst-Abbe-Sportfeld) | | |             |
| Zuschauer: 11.312                            | | |             |
| Schiedsrichterin: Bente Skogvang ( Norwegen) | | |             |

## Schweden – Russland 1:0 (0:0)
| Schweden                                       | Schweden | Russland | Russland |
| ---------------------------------------------- | --- | --- | -------- |
| Schweden                                       | \| 3. Spieltag \| \| 30. Juni 2001 in Erfurt (Steigerwaldstadion) \| \| Zuschauer: 820 \| \| Schiedsrichter: Rita Ruiz-Tacoronte ( Spanien) \| | \| 3. Spieltag \| \| 30. Juni 2001 in Erfurt (Steigerwaldstadion) \| \| Zuschauer: 820 \| \| Schiedsrichter: Rita Ruiz-Tacoronte ( Spanien) \| | Russland |
| Schweden                                       | Caroline Jönsson – Hanna Marklund, Jane Törnqvist, Karolina Westberg, Sofia Eriksson (75. Sara Larsson) – Kristin Bengtsson (51. Linda Fagerström), Malin Moström, Malin Andersson , Tina Nordlund – Hanna Ljungberg, Victoria Svensson (84. Therese Lundin) Cheftrainerin: Marika Domanski Lyfors | Swetlana Petko – Jelena Schicharewa, Marina Burakowa, Tatjana Jegorowa, Alexandra Swetlitskaja – Galina Komarowa, Natalja Filippowa (46. Olga Kremlewa), Irina Grigorjewa (65. Tatjana Skotnikowa), Jelena Fomina (78. Oxana Schmatschkowa) – Natalja Barbaschina, Olga Letjuschowa Cheftrainer: Juri Bystrizki | Russland |
| Schweden                                       | 1:0 Linda Fagerström (76.) | | Russland |
| Schweden                                       | Marina Burakowa, Galina Komarowa | | Russland |
| 3. Spieltag                                    | | |          |
| 30. Juni 2001 in Erfurt (Steigerwaldstadion)   | | |          |
| Zuschauer: 820                                 | | |          |
| Schiedsrichter: Rita Ruiz-Tacoronte ( Spanien) | | |          |